# Верховный административный суд Финляндии
Верхо́вный администрати́вный су́д Финля́ндии (фин. Korkein hallinto-oikeus, швед. Högsta förvaltningsdomstolen) — высшая судебная инстанция Финляндии по административным делам. Действует с 1918 года наравне с Верховным судом.
В систему административной юстиции Финляндии помимо Верховного административного суда входят 8 региональных административных судов, а также специализированные административные суды — Страховой суд (по вопросам заработной платы, пенсионного страхования и социального обеспечения) и Торговый суд (рассматривает дела, связанные с коммерческим правом и конкуренцией).

## Состав
Верховный административный суд состоит из Председателя и 20 судей, кроме того имеются также 40 докладчиков, которые не имеют судейского статуса. Состав суда формируется следующим образом: специальная квалификационная комиссия из 12 членов составляет списки кандидатур на должность судей и направляет их в Государственный совет, который представляет их Президенту для назначения. Председатель суда назначается Президентом по представлению кандидатуры самими судьями.

## Юрисдикция

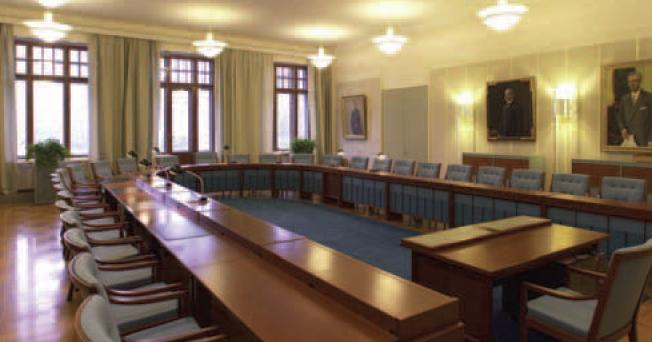
Зал для пленарных заседаний

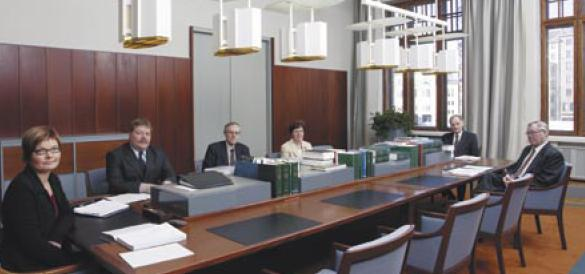
Заседание коллегии суда

Верховный административный суд рассматривает жалобы на действия и решения всех административных органов страны. В нём могут быть обжалованы решения Государственного совета, распоряжения министров, предписания губернаторов и муниципальных чиновников, действия других органов исполнительной власти, нарушающие чьи-либо права. Дела рассматриваются коллегией из 5 судей в упрощённом порядке.
Суд является последней инстанцией для обжалования решений нижестоящих административных судов. При этом право на обжалование необходимо отдельно получить у коллегии из 3 судей. Некоторые решения в порядке апелляции обжалованию не подлежат, например касающиеся дел по страховым вопросам, поскольку существует специализированный суд, но коллегия из трёх судей в исключительных случаях может решить о принятии дела к рассмотрению. Также в порядке апелляции не могут быть обжалованы в Верховный административный суд любые малозначительные дела, такие как штрафы за парковку в неположенном месте.
Большинство рассматриваемых дел касается вопросов налогообложения, охраны окружающей среды, социальной защиты, здравоохранения и иммиграции.

## Структура
Верховный административный суд состоит из 3 судебных коллегий по 5 судей:
- Первая коллегия — рассматривает вопросы государственного и муниципального управления, иммиграции, охраны окружающей среды, строительства и землепользования;
- Вторая коллегия — по вопросам предпринимательской и иной экономической деятельности, государственной помощи и налогообложению;
- Третья коллегия — по вопросам социального обеспечения, здравоохранения, конкуренции, закупок для государственных нужд и общим вопросам административного права.